# Anidrytus juvencus
Anidrytus juvencus es una especie de coleóptero de la familia Endomychidae.

## Distribución geográfica
Habita en Colombia.